# Медресе Калобод

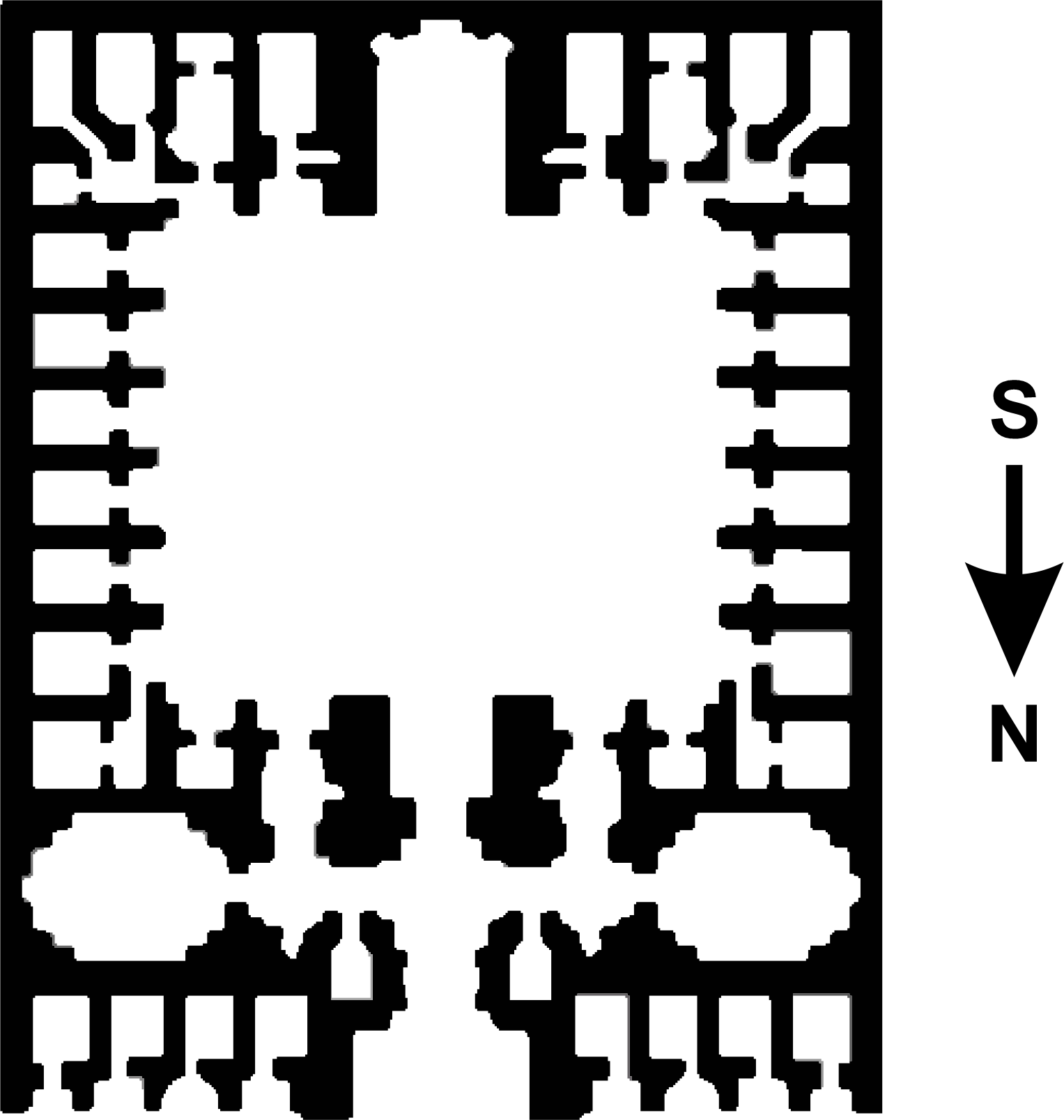
План медресе Калобод

Медресе Калобод (узб. Kalobod madrasasi) — утраченное здание медресе в Бухаре (Узбекистан), воздвигнутое при узбекском правителе Абдулазиз-хане на средства известного джуйбарского шейха — Абдурахим-ходжи. Впервые упомянуто в вакуфной грамоте 1608/09 года. Строительство медресе было закончено в 1600 году.
Медресе являлось одним из крупнейших архитектурных памятников Бухары и было одним из немногих, где велась учёба до самой Бухарской революции. При Советской власти, здание медресе было использовано в качестве тюрьмы и снесено в 1930-х годах. Кирпичи разрушенного медресе были использованы при строительстве школы № 5 (бывшей им. Макаренко) в Бухаре.
Архитектурная планировка медресе Калобод отвечала установившейся обязательной традиции. Оно было типичным сооружением времени Абдулла-хана II. Медресе имело учебную аудиторию (дарсхона) и 100 больших и малых худжр, расположенных в два этажа по периметру двора.
По одной версии, медресе Калобод построено на месте медресе Арслан-хана. Согласно нескольким местным легендам, медресе было построено в эпоху Тимура, а по одной из них, оно было построено за одну ночь с помощью сверхъестественных сил.

## Название
В некоторых источниках Медресе Калобод называется как медресе Калобот, Калабон, Калонобод. По словам Садри Зиё, первоначальное название медресе — Калобод. В промежутке от XII до XVII веков медресе было также известно как медресе Арсланхана. Встречается также название «медресе хана».
Шейх Абдурахимходжа занимался строительство этого высшего учебного заведения и части фундамента. По этой причине в некоторых источниках медресе также называют как медресе Абдурахимходжа.
В настоящее время используют названия медресе, как медресе Калобод или медресе Гулобод. По мнению Садриддин Бухарий, слово «Калобад» пишется и читается таким образом, так как в арабском языке нет звука «г», но на самом деле медресе называется Гулобод. По мнению кандидата философских наук Б. Б. Намозова, между названиями Калобод и Гулобод почти нет разницы, не будет ошибкой называть Калобод, если переводить с арабского языка, а Гулобод — с персидского языка.

## История
Медресе Калобод было построено в 1600 году, во время правителе Абдулазиз-хана на средства известного джуйбарского шейха — Абдурахим-ходжи,.в махалле возле ворот Калобод города Бухара. По мнению бухарского джадида Садри Зиё, медресе перестраивалось трижды в разные времена. Однако не смотря на большое строительство в разные время истории, про медресе Калобод в источниках очень мало сведения. По мнению востоковеда Ольги Сухаревой, жители Бухары считают медресе Калобод старейшим медресе города Бухары.
По данным исследователя Аббасовой-Юсуповой, последняя реконструкция здания медресе было в последней трети XVI века (между 1566 и 1599 годами) и завершено в 1608/1609 году. В 1920 году медресе Калобод, после Бухарской революции было закрыто. В 1930-х годах здание медресе использовалось, в качестве тюрьмы, а позже в нём располагалась коммунальная контора. В начале 1950-х годов здание практически было заброшено, а в 1953 году здание разрушен. Кирпичи здания медресе были использованы при строительстве бухарской школы № 5. В настоящее время на месте здания медресе стоят частные дома.

## Архитектура
Медресе Калобод было одним из крупнейших медресе Бухары. Оно было построено из кирпича в традиционном стиле среднеазиатских медресе, имело квадратную планировку в два этажа.
Главный фасад медресе выполнен в виде портала. Пештак стоял с севера на юг от продольной оси. На фасаде здания сохранились остатки изразцового покрытия. Вход в медресе был через главный портал, за ним находился миянсарай, через который проходили коридоры во двор медресе, а по обе стороны от него располагались комнаты медресе. Медресе имело учебную аудиторию (дарсхона) и 100 больших и малых худжр, расположенных в два этажа по периметру двора. По другим данным число худжр достигало всего лишь 79.
Особенность архитектуры медресе в том, что по углам стен с обеих сторон главного фасада нет колонн. Под сводами арки имелся айван, равно по второму этажу. Позже такой стиль медресе использовался в Хиве.
Согласно вакфным документам в медресе были даже тахоратхона (специальное помещение для ритуального омовения). По данным источников, перед медресе находилась мечеть Калобод и хауз, которые не сохранились. Согласно исследованиям, при медресе существовала отдельная библиотека.